# Église Saint-Athanase de Villeurbanne
Pour les articles homonymes, voir Saint Athanase.
L'église Saint-Athanase est un édifice religieux catholique français, situé dans le quartier de Cusset à Villeurbanne. Elle est considérée comme l'un des plus anciens bâtiments de la ville.
L'église s'élève au 11 rue Pierre-Baratin, à l'intersection avec le cours Émile-Zola. Ancienne église paroissiale de rite latin, elle est aujourd'hui dédiée au rite grec-catholique ukrainien.

## Histoire
À l’origine, il s'agit d'une simple chapelle érigée peut-être vers l’an 800, par les mariniers du Rhône dont un bras navigable passait au pied de cette butte.
L'église paroissiale du XVIe siècle, longtemps connue sous le vocable de Saint-Julien de Cusset, constitue le bâtiment actuel. C'est sous l'Ancien Régime non seulement le lieu de culte des paroissiens, mais aussi un lieu de réunion, où l'on rédige avant l'assemblée des états généraux de 1789 les cahiers de doléances de la paroisse envoyés au roi.
Le 14 février 1790, se tient dans l'église la première assemblée municipale de Villeurbanne, au cours de laquelle Étienne Debourg est élu premier maire de la commune.
À présent consacrée à Athanase d'Alexandrie, l'église est devenue lieu du culte de l'église grecque-catholique ukrainienne de rite byzantin pour les fidèles dits autrefois « uniates ». En 2022, à la suite de l'invasion de l'Ukraine par la Russie, l'évêque auxiliaire de Lyon vient y célébrer une messe le 27 février en signe de solidarité ; par la suite, l'église assure la collecte de dons destinés à la population ukrainienne,.

Le culte catholique de rite latin a été relocalisé dans la nouvelle église Saint-Julien, construite toute proche.

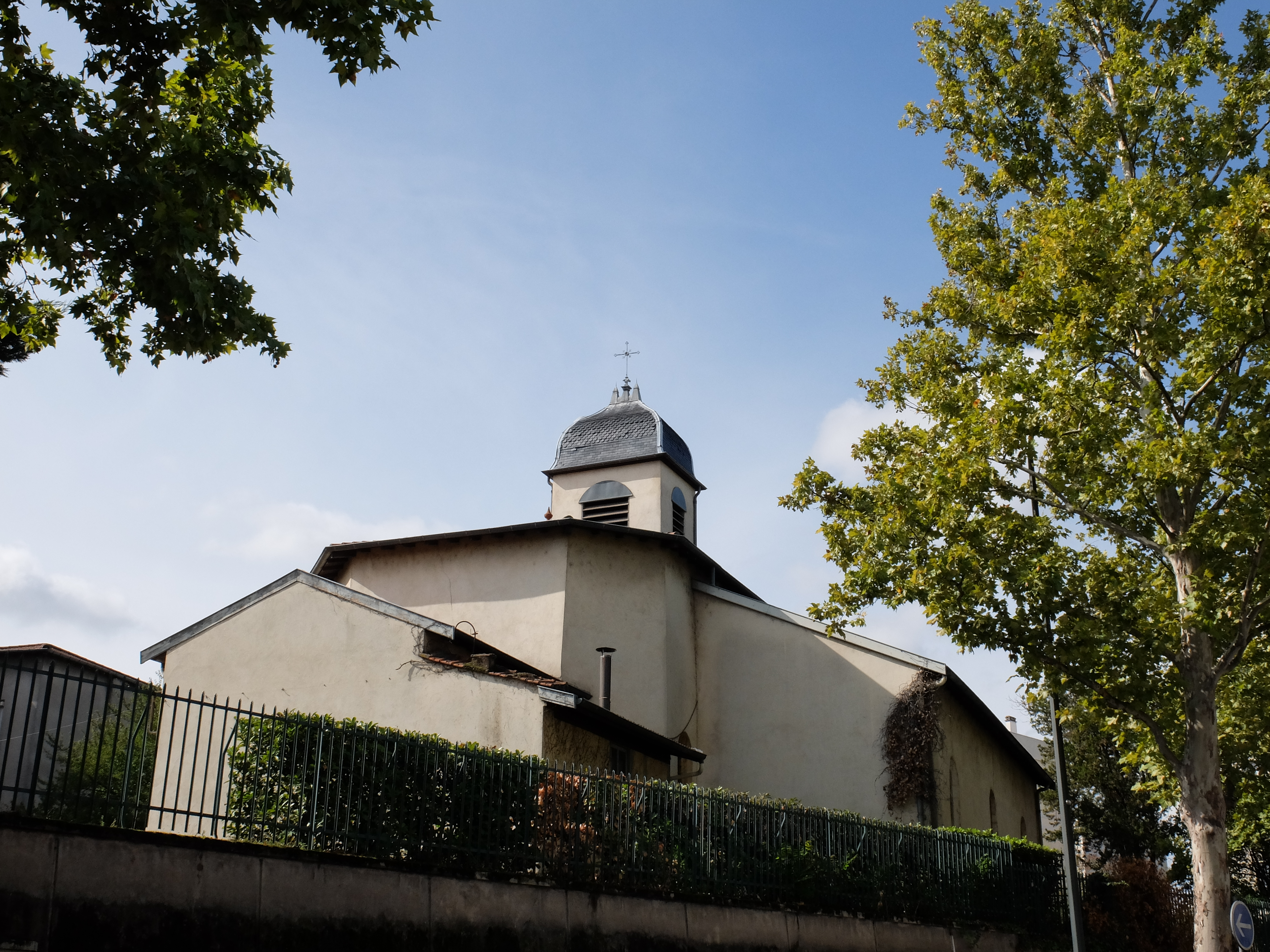
Vue de l'église depuis le cours Émile-Zola
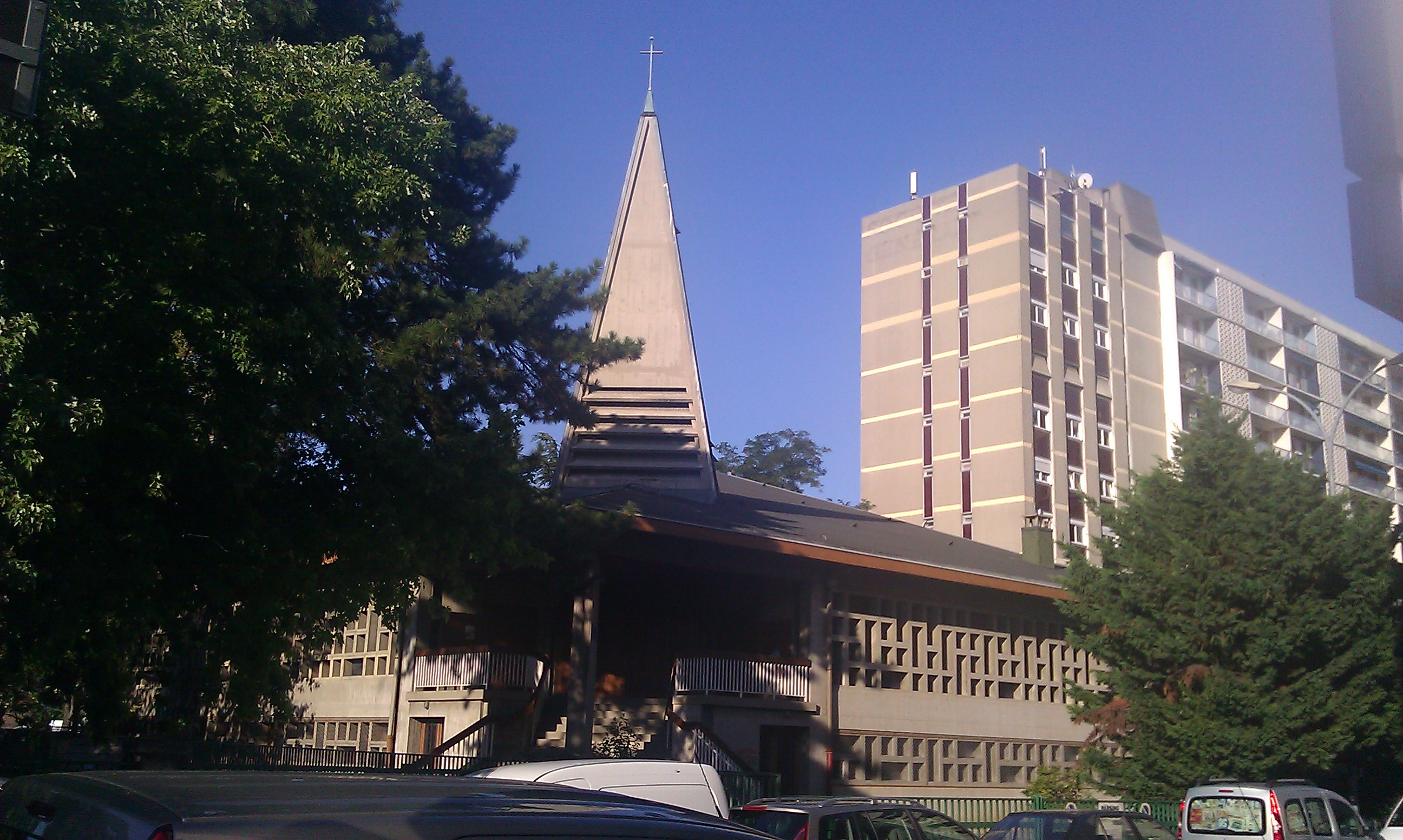
L'église Saint-Julien

## Patrimoine
- Elle abrite un patrimoine religieux ancien[précision nécessaire], comme une vierge en bois doré, et ukrainien avec notamment une iconostase et des icônes.
- Un petit espace extérieur est consacré à la mémoire de l'holodomor ; une plaque commémorative a été inaugurée par le maire de Villeurbanne Jean-Paul Bret, le 16 novembre 2003.